# 豆梨
豆梨（学名：Pyrus calleryana），又名鹿梨（图经本草）、阳檖、赤梨（尔雅）、糖梨、杜梨（贵州土名）、梨丁子（江西土名），为蔷薇科梨属下的一个种。生长于中国大陆山东、河南、江苏、浙江、江西、安徽、湖北、湖南、福建、广东、广西及越南北部。适宜温暖潮湿气候，常见于海拔80-1800米的山坡、平原或山谷杂木林中。

## 扩展阅读
- 維基物種上的相關：豆梨
- 维基共享资源上的相關多媒體資源：豆梨